# Deutscher Filmpreis 2025
Die 75. Verleihung des Deutschen Filmpreises (Lola25) fand am 9. Mai 2025 im Theater am Potsdamer Platz in Berlin statt. Die über 2300 Mitglieder der Deutschen Filmakademie stimmten Mitte März über die Nominierungen in 17 Kategorien ab. Als bester Spielfilm des Jahres setzte sich Tim Fehlbaums Historiendrama September 5 durch, das in neun von zehn nominierten Kategorien ausgezeichnet wurde, darunter für Regie, Drehbuch und die beste weibliche Nebenrolle (Leonie Benesch). Jeweils mit zwei Deutschen Filmpreisen geehrt wurden Mohammad Rasoulofs Die Saat des heiligen Feigenbaums (Filmpreis in Silber, Beste männliche Hauptrolle – Misagh Zare) und Andreas Dresens In Liebe, Eure Hilde (Filmpreis in Bronze, Beste weibliche Hauptrolle – Liv Lisa Fries). Die Preisverleihung wurde von Christian Friedel moderiert und im ZDF ausgestrahlt.
Casting-Direktorin An Dorthe Braker wurde mit dem Ehrenpreis gewürdigt.

## Preisträger und Nominierungen

### Bester Spielfilm
| Auszeichnung        | Filmtitel                         | Produktion                                             |
| ------------------- | --------------------------------- | ------------------------------------------------------ |
| Filmpreis in Gold   | September 5                       | Philipp Trauer, Thomas Wöbke und Tim Fehlbaum          |
| Filmpreis in Silber | Die Saat des heiligen Feigenbaums | Mohammad Rasoulof, Mani Tilgner und Rozita Hendijanian |
| Filmpreis in Bronze | In Liebe, Eure Hilde              | Claudia Steffen, Christoph Friedel und Regina Ziegler  |

- außerdem nominiert:
  - Islands – Produktion: Maximilian Leo und Jonas Katzenstein
  - Köln 75 – Produktion: Sol Bondy und Fred Burle
  - Vena – Produktion: Dietmar Güntsche und Martin Rohé

### Bester Dokumentarfilm
Petra Kelly – Act Now! – Produktion: Birgit Schulz, Regie: Doris Metz
- nominiert:
  - Hollywoodgate – Produktion: Talal Derki, Shane Boris und Odessa Rae, Regie: Ibrahim Nash'at
  - Riefenstahl, Produktion: Sandra Maischberger, Regie: Andres Veiel

### Bester Kinderfilm
Akiko, der fliegende Affe – Produktion: Veit Helmer
- nominiert:
  - Woodwalkers – Produktion: Corinna Mehner und Carolin Dassel

### Beste Regie
Tim Fehlbaum – September 5
- nominiert:
  - Mohammad Rasoulof – Die Saat des heiligen Feigenbaums
  - Andreas Dresen – In Liebe, Eure Hilde

### Bestes Drehbuch
Moritz Binder und Tim Fehlbaum – September 5
- nominiert:
  - Mohammad Rasoulof – Die Saat des heiligen Feigenbaums
  - Laila Stieler – In Liebe, Eure Hilde

### Beste weibliche Hauptrolle
Liv Lisa Fries – In Liebe, Eure Hilde
- nominiert:
  - Mala Emde – Köln 75
  - Emma Nova – Vena

### Beste männliche Hauptrolle
Misagh Zare – Die Saat des heiligen Feigenbaums
- nominiert:
  - Sam Riley – Cranko
  - Sam Riley – Islands

### Beste weibliche Nebenrolle
Leonie Benesch – September 5
- nominiert:
  - Anne Ratte-Polle – Bad Director
  - Niousha Akhshi – Die Saat des heiligen Feigenbaums

### Beste männliche Nebenrolle
Godehard Giese – Sad Jokes
- nominiert:
  - Alexander Scheer – In Liebe, Eure Hilde
  - Alexander Scheer – Köln 75

### Beste Kamera/Bildgestaltung
Markus Förderer – September 5
- nominiert:
  - Philipp Sichler – Cranko
  - Lisa Jilg – Vena

### Bester Schnitt
Hansjörg Weißbrich – September 5
- nominiert:
  - Andrew Bird – Die Saat des heiligen Feigenbaums
  - Anja Siemens – Köln 75

### Beste Tongestaltung
Lars Ginzel, Frank Kruse, Marc Parisotto und Marco Hanelt – September 5
- nominiert:
  - Bernhard Joest-Däberitz, Frank Kruse, Matthias Lempert, Markus Stemler und Alexander Buck – Das Licht
  - Stefan Soltau, Thomas Kalbér und Tobias Fleig – Islands

### Beste Filmmusik
Dascha Dauenhauer – Islands
- nominiert:
  - Dascha Dauenhauer – Kein Tier. So Wild
  - Lorenz Dangel – September 5

### Bestes Szenenbild
Julian R. Wagner und Melanie Raab – September 5
- nominiert:
  - Astrid Poeschke – Cranko
  - Matthias Müsse und Nancy Vogel – Hagen – Im Tal der Nibelungen

### Bestes Kostümbild
Juliane Maier und Christian Röhrs – Cranko
- nominiert:
  - Pierre-Yves Gayraud – Hagen – Im Tal der Nibelungen
  - Brigitt Kilian – In Liebe, Eure Hilde

### Bestes Maskenbild
Sabine Schumann – September 5
- nominiert:
  - Jeanette Latzelsberger und Gregor Eckstein – Hagen – Im Tal der Nibelungen
  - Grit Kosse, Uta Spikermann und Monika Münnich – In Liebe, Eure Hilde

### Beste visuelle Effekte
Jan Stoltz und Franzisca Puppe – Hagen – Im Tal der Nibelungen
- nominiert:
  - Robert Pinnow – Das Licht
  - Max Riess, Sven Martin und Bernie Kimbacher – Woodwalkers

### Besucherstärkster Film
Die Schule der magischen Tiere 3 – Produktion: Alexandra Kordes und Meike Kordes, Regie: Sven Unterwaldt

### Ehrenpreis
An Dorthe Braker, deutsche Casting-Direktorin

## Statistik
Die erfolgreichsten Filme im Überblick, mit mindestens zwei Nominierungen (exkl. Jury- oder Publikumspreise):
| Film                              | N  | A |
| --------------------------------- | -- | - |
| September 5                       | 10 | 9 |
| In Liebe, Eure Hilde              | 7  | 2 |
| Die Saat des heiligen Feigenbaums | 6  | 2 |
| Islands                           | 4  | 1 |
| Köln 75                           | 4  | 0 |
| Hagen – Im Tal der Nibelungen     | 4  | 1 |
| Cranko                            | 4  | 1 |
| Vena                              | 3  | 0 |
| Das Licht                         | 2  | 0 |
| Woodwalkers                       | 2  | 0 |

| Anm: | 1. 2. |